# Цзинчжоу
Цзинчжо́у (кит. упр. 荆州, пиньинь Jīngzhōu) — городской округ в провинции Хубэй КНР.

## История
Сам топоним «Цзинчжоу» имеет очень древнее происхождение: так называлась одна из девяти областей-чжоу, на которые, согласно легендам, Великий Юй разделил Поднебесную.
В эпохи Вёсен и Осеней и Воюющих царств эти земли входили в состав царства Чу. В 689 году до н. э. чуский царь Вэнь перенёс сюда, в Ин, столицу царства, и она оставалась здесь в течение четырёх веков. В 278 году до н. э. Бай Ци (полководец царства Цинь) захватил Ин, и после присоединения к Цинь на этих землях был образован уезд Цзянлин.
После того, как китайские земли были объединены в империю Цинь, эти места вошли в состав округа Наньцзюнь (南郡), который часто неформально называли «Цзинчжоу»; такой же ситуация оставалась во времена империи Хань и в эпоху Троецарствия. После того, как китайские земли были объединены в империю Цзинь, здесь был основан Цзянлин (江陵). В эпоху Южных и Северных династий сюда в 552 году была перенесена столица империи Лян, и здесь же находилась столица сменившей её в 555 году империи Поздняя Лян. После объединения китайских земель в империю Суй (дочь правителя Поздней Лян стала женой суйского императора) здесь опять был образован округ Наньцзюнь.
В эпоху Пяти династий и десяти царств цзиннаньский цзедуши Гао Цзисин провозгласил себя в 925 году Наньпинским князем (南平王), и столицей его владений стал Цзянлин.
После монгольского завоевания и образования империи Юань здесь в 1276 году был образован Цзянлинский регион (江陵路), который в 1329 году был переименован в Чжунсинский регион (中兴路). Когда поднявший антимонгольское восстание Чжу Юаньчжан в 1364 году захватил эти места, то Чжунсинский регион был переименован в Цзинчжоускую управу (荆州府). После Синьхайской революции в Китае была проведена реформа структуры административного деления, в ходе которой управы были упразднены.
В 1949 году был создан Специальный район Цзинчжоу (荆州专区), состоящий из 8 уездов; посёлок Шаши был при этом выделен из уезда Цзянлин в отдельный город, подчинённый напрямую властям провинции Хубэй. В апреле 1951 года был расформирован Специальный район Мяньян (沔阳专区), и из входивших в его состав уездов три было передано в состав Специального района Цзинчжоу. В июне 1951 года из южной части уезда Мяньян, восточной части уезда Цзяньли и юго-западной части уезда Ханьян был образован уезд Хунху. В 1953 году из частей уездов Гунъань, Сунцзы и Шишоу был образован уезд Цзинцзян (荆江县). В 1955 году уезд Цзинцзян был присоединён к уезду Гунъань. В 1958 году город Шаши был лишён статуса города провинциального подчинения, перейдя в подчинение властям Специального района.
В 1970 году Специальный район Цзинчжоу был переименован в Округ Цзинчжоу (荆州地区). 
В 1979 году Шаши вновь стал городом провинциального подчинения.
В 1983 году решением Госсовета КНР город Цзинмэнь был выведен из состава округа Цзинчжоу и подчинён напрямую властям провинции Хубэй.
В 1986 году уезд Шишоу был преобразован в городской уезд, в 1987 году в городской уезд был преобразован уезд Хунху, в 1992 году — уезд Чжунсян,
В 1994 году решением Госсовета КНР округ Цзинчжоу был преобразован в городской округ Цзинша (荆沙市); город Шаши и уезд Цзянлин были при этом расформированы, а на их землях были созданы районы городского подчинения Цзинчжоу, Шаши и Цзянлин. Городские уезды Сяньтао, Тяньмэнь и Цяньцзян перешли в прямое подчинение властям провинции Хубэй.
В 1995 году уезд Сунцзы был преобразован в городской уезд.
В 1996 году решением Госсовета КНР городской округ Цзинша был переименован в Цзинчжоу, а уезд Цзиншань и городской уезд Чжунсян были переданы из состава Цзинчжоу в состав Цзинмэня.
В 1998 году район городского подчинения Цзянлин был преобразован в уезд.
Постановлением Госсовета КНР от 12 июня 2020 года уезд Цзяньли был преобразован в городской уезд.

## Административно-территориальное деление
Городской округ Цзинчжоу делится на 2 района, 4 городских уезда, 2 уезда:
| Карта                                                    | Карта    | Карта     | Карта          | Карта            | Карта         |
| -------------------------------------------------------- | -------- | --------- | -------------- | ---------------- | ------------- |
| Шаши Цзинчжоу Гунъань Цзяньли Цзянлин Шишоу Хунху Сунцзы |          |           |                |                  |               |
| Статус                                                   | Название | Иероглифы | Пиньинь        | Население (2010) | Площадь (км²) |
| Район                                                    | Шаши     | 沙市区    | Shāshì qū      |                  |               |
| Район                                                    | Цзинчжоу | 荆州区    | Jīngzhōu qū    |                  |               |
| Городской уезд                                           | Шишоу    | 石首市    | Shíshǒu shì    |                  |               |
| Городской уезд                                           | Хунху    | 洪湖市    | Hónghú shì     |                  |               |
| Городской уезд                                           | Сунцзы   | 松滋市    | Sōngzī shì     |                  |               |
| Городской уезд                                           | Цзяньли  | 监利市    | Jiànlì shì     |                  |               |
| Уезд                                                     | Гунъань  | 公安县    | Gōng'ān xiàn   |                  |               |
| Уезд                                                     | Цзянлин  | 江陵县    | Jiānglíng xiàn |                  |               |

## Экономика
В Цзинчжоу расположен нефтеперерабатывающий завод Sinopec Group.

## Города-побратимы
- Аидзувакамацу (Фукусима, Япония)[2]
- Белая Церковь (Киевская область, Украина)
- Порт-Честер (Нью-Йорк, США)
- Янгу (Южная Корея)